# Ediciones Alfar
Ediciones Alfar es una editorial española en lengua castellana fundada en 1982 en la ciudad de Sevilla.

## Historia
Ediciones Alfar fue fundada en Sevilla, Andalucía en 1982 por el catedrático de la Universidad de Sevilla y expresidente del Consejo Audiovisual de Andalucía, Manuel Ángel Vázquez Medel, y por Manuel Díaz Vargas, quien se desempeñó como editor en la compañía hasta el año 2008. El mismo año de su fundación, sus socios fundaron la Asociación de Editores de Andalucía (AEA), organismo encargado de representar al gremio editorial de dicha comunidad autónoma.
Especializada inicialmente en textos educativos, la compañía empezó a distribuir las colecciones Alfar Universidad y Ciencias de la Educación, recibiendo el reconocimiento de "benemérita editorial". Con el paso del tiempo amplió su catálogo de colecciones, añadiendo nuevas entradas como Mapa y calendario, Alfar Ixbilia, Semiótica y Crítica, Biblioteca Infantil y Juvenil y Biblioteca de Autores Contemporáneos, entre otras.
Entre los autores que han publicado obras con la editorial se encuentran Minerva Piquero, Santiago Morata, Antonio Checa Godoy, Emilio Alonso Feliz, Alicia Martos, Emilio Pariente, Fernando García Calderón y Juan Antonio Molina, entre otros.